# Roseta (botânica)

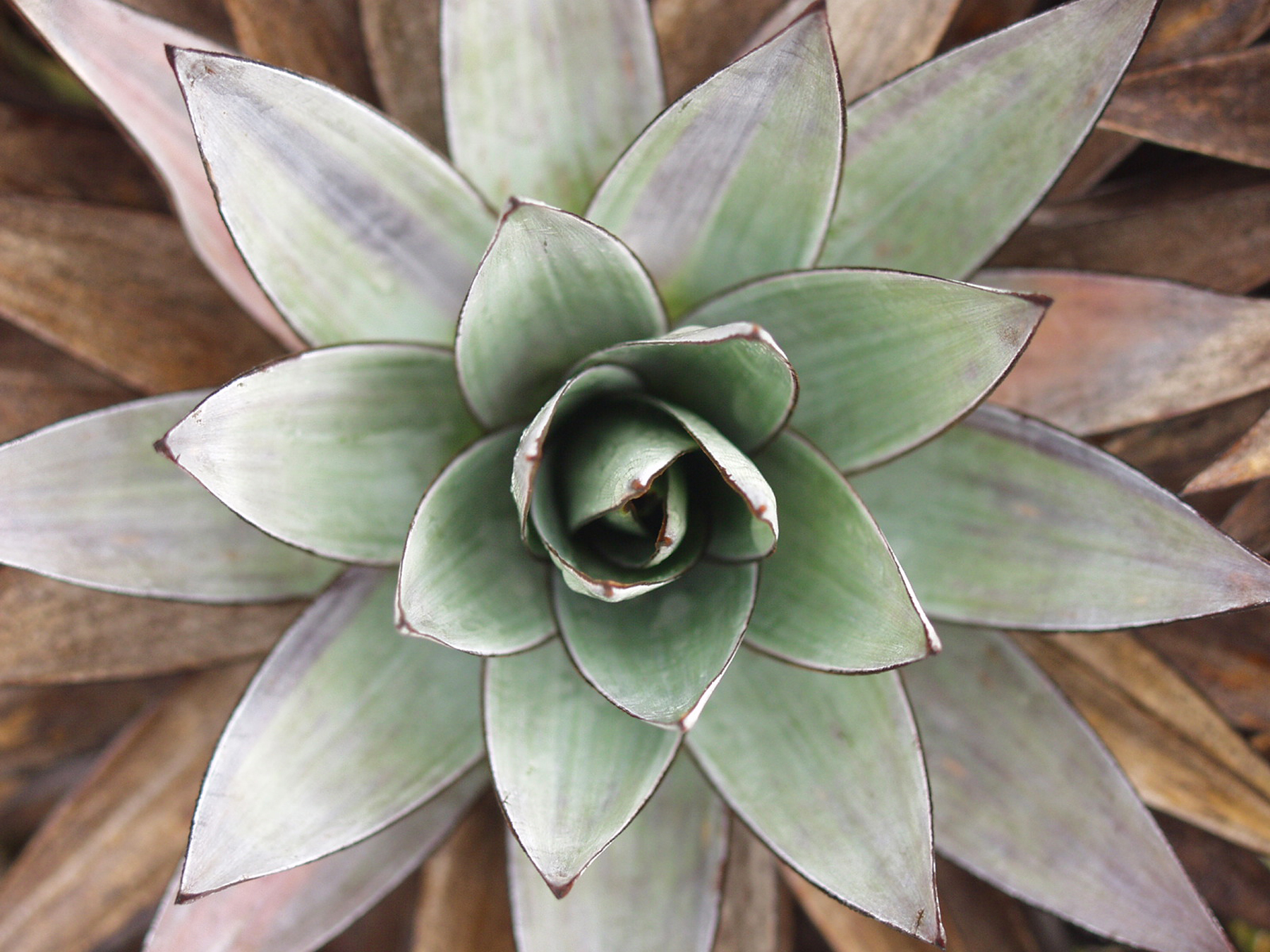
Típica organização das folhas em roseta de uma bromélia.

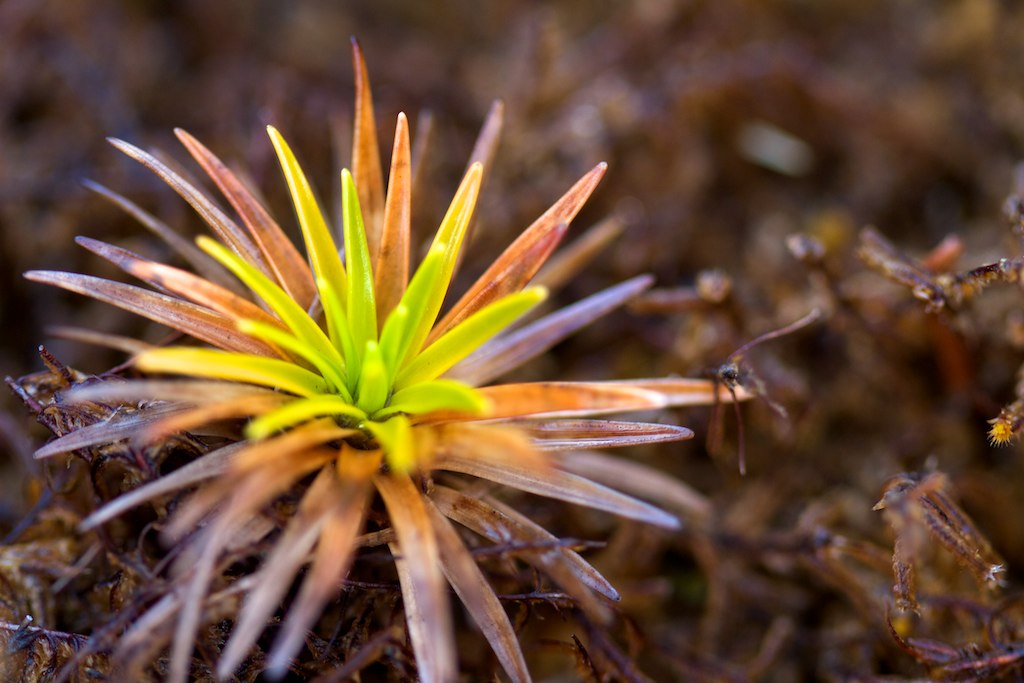
Organização das folhas em roseta. Note que o caule é curto e fica escondido abaixo das folhas. Espécie em questão: Paepalanthus convexus.

Folhas em forma de roseta, ou rosuladas são aquelas distribuídas em uma porção muito curta de caule, dispostas espiraladamente. O termo se refere justamente à semelhança deste tipo de folhagem com as pétalas de uma rosa.
O caule das plantas com roseta geralmente são tão muito curtos que ficam escondidos entre as folhas. Muitas espécies de plantas têm suas folhas organizadas em roseta, como as bromélias e sempre-vivas da famílias Eriocaulaceae.

## Vantagens e adaptações
As folhas em roseta trazem vantagens a espécies alpinas, onde a luminosidade é intensa durante o dia (e a superfície fotossintetizante destas é grande), mas o frio à noite poderia danificar seu meristema apical. Por isso as folhas mais jovens permanecem curvadas sobre o mesistema, cobrindo-o e isolando-o da temperatura ambiente.
Já em Bromeliaceae, a roseta atua como um captador de água. As folhas possuem bainhas largas e abraçam-se umas às outras, fazendo com que o interior da roseta acumule água da chuva. Esta água, algumas vezes com parte da matéria orgânica ali depositada em decomposição, é absorvida pelas células das próprias folhas, fazendo com que muitas bromélias, especialmente as epífitas tenham sua função de absorção desempenhada mais pelas folhas do que pelas próprias raízes.